# Nickelodeon
Nickelodeon (skr. Nick) – amerykański kanał telewizyjny przeznaczony dla dzieci i młodzieży, uruchomiony 1 grudnia 1977 roku. Emitowany również w innych krajach, między innymi w Wielkiej Brytanii, Australii, a także w Polsce.

## Nickelodeon Movies
Nickelodeon, tak jak Disney Channel, produkuje filmy, które emituje na własnej antenie. Niektóre można było kupić w Polsce na DVD lub zobaczyć m.in. w Canal+. Zarówno w Stanach Zjednoczonych jak i w Polsce na kanale emitowane są filmy.

## Nickelodeon Kids’ Choice Awards
Nickelodeon corocznie organizuje gale rozdania nagród. Nagrody rozdawane są nie tylko gwiazdom Nicka, ale również m.in. Disney Channel.

## Studio
- Nickelodeon Movies - studio filmowe należące do stacji Nickelodeon

Logo Nickelodeon obowiązujące w latach 1984-2009

- Logo Nickelodeon obowiązujące w latach 1984-2009Nickelodeon Animation Studio - jest amerykańskim studiem animacji. Studio jest własnością i jest zarządzane przez Nickelodeon.